# Jaera helice
Jaera helice är en fjärilsart som beskrevs av Frederick DuCane Godman 1903. Jaera helice ingår i släktet Jaera och familjen juvelvingar. Inga underarter finns listade i Catalogue of Life.